# 洪內貝克河
51°58′51″N 7°31′14″E / 51.98083°N 7.52056°E
洪內貝克河（德語：Hunnebecke），是德國的河流，位於該國西部，處於北萊茵-威斯特法倫州，屬於克魯默巴赫河的左支流，流經明斯特西北部，河道全長4.8公里。